# Gaji járás
A Gaji járás (oroszul Гайский район) Oroszország egyik járása az Orenburgi területen.

## Népesség
- 1989-ben 12 811 lakosa volt.
- 2002-ben 12 188 lakosa volt.
- 2010-ben 10 331 lakosa volt, melyből 5 604 orosz, 2 101 baskír, 962 kazah, 596 tatár, 505 ukrán.